# Дандараган (самоврядна територія)
Дандараган — це самоврядна територія, яка розташована у регіоні Вітбелт у Західній Австралії, приблизно на 200 кілометрів північніше столиці штату — міста Перт. Площа території складає 6716 квадратних кілометрів. Адміністративний центр території — місто Джуріен-Бей.
Територія має вихід до Індійського океану. Вона відносно багата на воду та плодючі землі. Через неї проходять шосе імені Бренда та автодорога Індійського океану.
Населення території скупчено в 4 спільноти, центрами яких є містечка Джуріен-Бей, Дандараган, Сервантес і Бадгінгарра. Населення узбережжя переважно зайняте в туристичній галузі та ловлі ракоподібних, а мешканці внутрішніх районів території займаються сільським господарством.